# SWR2 Wissen
SWR2 Wissen ist eine Feature- und Dokumentations-Reihe im Radioprogramm SWR2 und zugleich einer von Deutschlands erfolgreichsten Podcasts.

## Sendezeit und Profil
SWR2 Wissen läuft täglich um 8:30 Uhr. Die Sendungen sind in der Regel schon ab 16 Uhr des Vortags im Podcast verfügbar. Sonntag- und feiertags läuft in SWR2 Wissen die „Aula“ – ein wissenschaftlicher oder philosophischer Radiovortrag oder ein halbstündiges Expertengespräch. SWR2 Wissen greift darüber hinaus auch ausgewählte Schwerpunkte aus dem Archivradio auf und produziert dazu eigene Gesprächs-Sendungen. In der Zeit von Mai bis Juli läuft samstags ein Themenschwerpunkt unter dem Titel „SWR2 Wissen Spezial“ (früher: SWR2 Radio Akademie).
SWR2 Wissen wird am SWR-Standort Baden-Baden produziert. Redaktionsleiter ist Gábor Paál.

## Geschichte
Die Sendung SWR2 Wissen hat im Wesentlichen vier historische Wurzeln: Den „Schulfunk“, das „Funkkolleg“ sowie die „Aula“. Handelte es sich früher dabei um eigenständige Sendungen, sind heute alle drei Komponenten in den Podcast von SWR2 Wissen integriert.

### Schulfunk
Die werktägliche Feature-Strecke geht zurück auf den früheren Schulfunk des Gemeinschaftsprogramms S2 Kultur der ehemaligen Sender SWF und SDR. Nach der Fusion der beiden Sender zum SWR wurde die Reihe 1998 in „SWR2 Wissen“ umbenannt.

### Pädagogische Provinz
Unter dem Reihennamen „Pädagogische Provinz“ sendete S2 Kultur bis 1998 samstags Sendungen zu pädagogischen und bildungspolitischen Themen. Nach der Senderfusion wurde die Reihe in SWR2 Wissen integriert. Das thematische Profil wurde beibehalten, so dass sich die samstäglichen Folgen in SWR2 Wissen vor allem mit pädagogischen, bildungs- und hochschulpolitischen Themen befassen.

### Aula
Die sonntägliche „Aula“ war lange Zeit eine eigenständige Sendung. Sie existiert unter diesem Namen seit September 1947. Ihr Sendeplatz sonntags um 8:30 Uhr hat sich seitdem nicht verändert. Zahlreiche berühmte Intellektuelle der frühen Bundesrepublik wie Ernst Bloch, Arno Gehlen, Theodor W. Adorno oder Alexander Mitscherlich haben für die Sendung Radiovorträge produziert. In den späten 40er und dann auch 50er Jahren christlich-religiöse Themen mit Beiträgen, die die moralischen, philosophischen und historischen Fundamente der demokratischen Ordnung beleuchteten.

### Funkkolleg und SWR2 Radio Akademie
Die Schwerpunkt-Reihe SWR2 Wissen Spezial – bis 2017: „SWR2 Radio Akademie“ – entstand 1995 als Ersatz für das bis dahin auch von SWF und SDR mitgestaltete, damals nahezu ARD-weit ausgestrahlte Funkkolleg, nachdem beide Sender sich dafür entschieden hatten, den Funkkolleg-Verbund zu verlassen.

## SWR2 Wissen Spezial
SWR2 Wissen Spezial ist heute ein jährlicher Schwerpunkt innerhalb von SWR2 Wissen. Er besteht aus zehn (bis 2016: zwölf) halbstündigen Dokumentationen verschiedener Autoren sowie begleitenden Informationen im Internet.
Die Reihe beginnt Anfang Mai und dauert bis Mitte Juli. Die Sendungen laufen in dieser Zeit jeweils samstags in der Sendestrecke von „SWR2 Wissen“.

### Themen
- 1995: Die Frage nach der Moral
- 1996: Welt am Draht – Internet und Neue Medien
- 1997: Erdzeit – Wie die Welt wurde, was sie ist
- 1998: Welt im Kopf – Gehirn und Geist
- 1999: KultUrsprung – Zivilisation zwischen Mythen und Visionen
- 2000: Gutenbytes – Der Mensch im Datenschauer
- 2002: Eine Welt Leben – Globalisierung und Nachhaltigkeit
- 2003: WerWeißWas?
- 2004: Leibhaftig – Der Körper und sein Geist
- 2005: ArcheTopia – Lebensräume der Zukunft
- 2006: Gottes Bilder – Warum wir glauben
- 2007: Fremde Heimat – Migration weltweit
- 2008: Plan Erde – Die Versorgung der Welt
- 2009: Evolution – Fluss des Lebens
- 2010: Risiko!
- 2011: Zukunft der Arbeit
- 2012: Zukunft des Staates
- 2013: Zukunft des Verkehrs – Der bewegte Mensch
- 2014: Der vermessene Mensch
- 2015: Die Grenzen des Erlaubten
- 2016: Die teilende Gesellschaft
- 2017: Das neue Deutschland
- 2018: Unser künftig Brot
- 2019: Die künstlich intelligente Gesellschaft
- 2020: Deutschland, deine Regeln
- 2021: Die Macht
- 2022: Das Tier und Wir[2]

## Belege
1. ↑  Südwestrundfunk (SWR) Studium generale im KulturradioSeit 60 Jahren schreibt die "SWR2 Aula" Radio- und Kulturgeschichte. Abgerufen am 17. November 2019.
2. ↑  SWR2 Wissen Spezial Das Tier und Wir